# İnayet Giray
İnayet Giray (1597-1637) fou kan de Crimea (1635-1637) germà de l'antic kan Toqtamış Giray. Va succeir a Canibek Giray quan aquest fou deposat per la Porta i exiliat a Rodes.
Va nomenar khalgay al seu germà Hassan Giray i nureddin a Saadet Girai. El sultà li va ordenar marxar a combatre a Pèrsia i se li va unir el cap dels nogais Kantemir Mirza, però quan van arribar a Sutud, Kantemir se'n va entornar a Akkerman el que va molestar molt al kan.
Una de les coses que va fer quan va tornar fou fer transportar a la tribu orak (Orak Oghlu) amb els seus ramats, des del Don, el que va incrementar les seves forces i al mateix temps va fer matar el beglerbegi de Feodòssia Bejagjizade Ibrahim Pasha, i al cadi Hamid Efendi, fent ocupar la ciutat pels nogais. Després va marxar contra Akkerman i es va enfrontar a la tribu Mansur; els begs de Shirin, emparentats al kan, que disposaven d'entre 20.000 i 30.000 homes, van donar suport a Inayet Girai. Kantemir va anar a Constantinoble a queixar-se d'Inayet, i aquest, aprofitant la seva absència va ordenar al khalgay i al nureddin d'apoderar-se dels seus tresors i harem que havien quedat a Kili. Al mateix temps, tement que seria destituït, va preparar les coses per oposar-se a un eventual successor. El khalgay i el nureddin van intentar fer el que se'ls havia ordenat. Els nogais que havien ocupat Kaffa van entrar a Crimea i van anunciar que en endavant només obeirien al kan i van exigir la rendició de Kantemir (?) i la retirada de les forces otomanes (més endavant es diu que els nogais, quan van saber l'assassinat de Kantemir pels otomans, es van declarar contra la Porta i van anunciar que només obeirien al kan).
Això va precipitar la destitució del kan que es va retirar a la costa mentre els seus germans es dirigien a Otchakof, però dos begs dels Mansur, de noms Devlet Shah i Suleiman Shah (potser germans de Kantemir, que estaven al front de set mil o vuit mil nogais), van derrotar el mirza dels Orak Oghlu i van capturar al khalgay i al nureddin, i els van matar junt amb diversos parents i altres. Inayet es va dirigir a Constantinoble on es va trobar amb Kantemir i va exposar les seves queixes davant de Murat IV, que després d'escoltar-lo el va fer matar per estrangulació. El fill de Kantemir va matar a un home quan anava borratxo i fou executat i el seu cos entregat al seu pare, l'execució del qual fou també ordenada pel seu esperit perillós. A Crimea fou nomenat nou kan Bahadur I Giray.
El relat de Howorth és molt confós: hi ha un fet al relat de Howorth que passa dues vegades, sens dubte per error (la mort del beglerbegi de Kaffa Bejagjizade Ibrahim Pasha, i del cadi Hamid Efendi). El khalgay i el nureddin són presentats morint en una lluita el 1636 i unes línies després els torna a citar sense cap explicació el 1637, morint en una lluita que sembla la mateixa, però en la primera dos germans derroten a la tribu Orak, i a la segona un dels dos germans passa a dir-se Orak. Els nogais apareixen en dos bàndols al mateix temps i refusen l'autoritat de la Porta dues vegades, en el mateixos termes el que sembla indicar que només hauria de ser una. Aquesta biografia doncs necessita ser revisada a la llum de noves aportacions.
Sis mil cosacs zaporoges que anaven a Pèrsia per oferir els seus serveis al xa, es van trobar pel camí amb dos mil cosacs del Don que els van persuadir de quedar-se al país i intentar capturar Azov (Azak) que era territori otomà. La guarnició otomana era de tres o quatre mil homes i els cosacs la van bloquejar- El tsar Miquel els va enviar de sota mà enginyers i artilleria; una mina sota les muralles els va permetre entrar a la ciutat i els turcs foren derrotats (1637). Els cosacs es van estendre per les vores de la mar Negra. Murat no va poder respondre a causa de la guerra amb Pèrsia.